# 1837 au Bas-Canada
Cet article traite des événements survenus en 1837 au Bas-Canada. 

## Événements

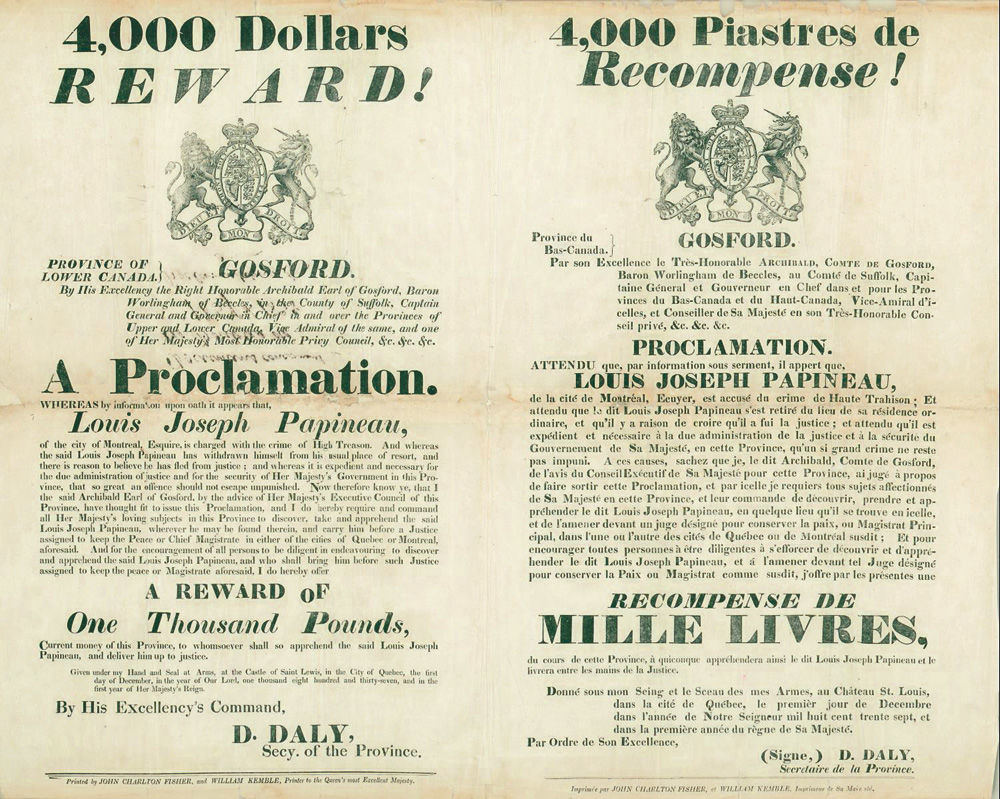
Louis-Joseph Papineau mis à prix

### Mars
- 6 mars - les résolutions Russell arrivent de Londres. Toutes les demandes des patriotes sont rejetées.

### Avril
- Établissement du Comité central et permanent.

### Septembre
- 5 septembre - Crée en août, la Société des Fils de la Liberté tient sa première assemblée populaire.

### Octobre
- 23 octobre et 24 octobre : Assemblée des six-comtés.

### Novembre
- 6 novembre - le Doric Club attaque les Fils de la liberté et prend cette occasion pour saccager les bureaux du Montreal Vindicator et vandaliser la maison de Papineau.
- 8 novembre - le général John Colborne commence à recruter des volontaires de milice qu’il place sous le commandement du lieutenant-colonel Dyer.
- 16 novembre - Lord Gosford ordonne l’arrestation de 26 chefs patriotes pour haute trahison.
- 23 novembre - Victoire des Patriotes à la bataille de Saint-Denis
- 25 novembre - Défaite des Patriotes à la bataille de Saint-Charles
- 30 novembre - les patriotes prennent le contrôle de Saint-Eustache.

### Décembre
- Décembre - les troupes britanniques brûlent le village de Saint-Benoît.
- 5 décembre - proclamation de la loi martiale dans le comté de Montréal.
- 6 décembre - 80 patriotes sont forcés de se retirer à Moore’s Corner près de la frontière américaine.
- 13 décembre - le général John Colborne quitte Montréal pour Saint-Eustache à la tête de 1 300 hommes.
- 14 décembre - Bataille de Saint-Eustache.

## Naissances
- 5 janvier - Pamphile Le May (romancier et poète) († 11 juin 1918)
- 12 janvier - Théophile-Pierre Bédard († 16 janvier 1900)
- 22 janvier - Charles-Alphonse-Pantaléon Pelletier (lieutenant-gouverneur du Québec) († 29 avril 1911)
- 17 juillet - Joseph-Alfred Mousseau (premier ministre du Québec) († 30 mars 1886)
- 27 juillet - Louis Beaubien (agriculteur, administrateur et homme politique) († 19 juillet 1915)
- 4 octobre - Auguste-Réal Angers (lieutenant-gouverneur du Québec) († 14 avril 1919)
- Décembre - Gabriel Dumont (chef métis) († 19 mai 1906)

## Décès
- 28 septembre : George Waters Allsopp (commerçant et homme politique) (né le 12 octobre 1769 au Québec)
- 18 novembre : James Baxter (commerçant et homme politique) (né le 21 décembre 1788 aux États-Unis)

### Articles généraux
- Chronologie de l'histoire du Québec (1791 à 1840)
- L'année 1837 dans le monde

### Articles sur l'année 1837 au Bas-Canada
- Rébellions de 1837
- Rébellion des Patriotes
- Assemblée des six-comtés
- Chronologie des rébellions des Patriotes